# Craniata
Craniata è un clade del phylum dei Chordata. Come il nome suggerisce, sono dei Chordata che presentano un cranio (o cartilagineo od osseo).
Comprende i seguenti subphylum:
- Petromyzontida
- Myxini
- Vertebrata